# Avril 1812

## Événements

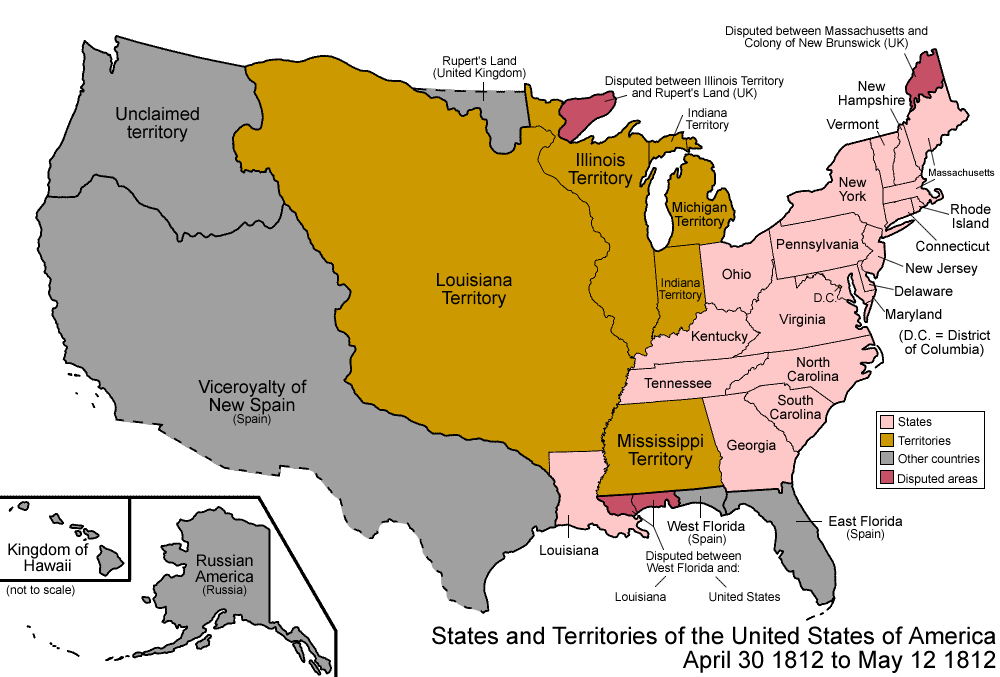
30 avril 1812 - 12 mai 1812

- 4 avril, États-Unis : le Président James Madison décrète un embargo de 90 jours sur le commerce avec le Royaume-Uni.
- 8 avril : le tsar Alexandre Ier de Russie adresse un ultimatum à Napoléon pour qu’il évacue la Prusse et la Poméranie suédoise et retire ses troupes derrière l’Elbe et Oder[1] (reçu à Paris le 14[2]). Le même jour, il érige Helsingfors comme nouvelle capitale du Grand-Duché de Finlande[3].
- 9 avril : traité russo-suédois[4]. Entrevue d’Åbo entre le tsar Alexandre Ier de Russie et Bernadotte, qui débouche sur le traité Örebro. La Russie promet d’attaquer le Danemark.
- 11 avril : victoire britannique à la bataille de Villagarcia, près de Llerena[5].
- 21 avril, Calcutta : début du voyage de l'explorateur William Moorcroft dans l'Himalaya, au Tibet et au Cachemire (fin en 1825). Il atteint le col de Niti le 4 juin, Gartok le 17 juillet[6].
- 30 avril, États-Unis : le Territoire d'Orléans est admis comme le dix-huitième État des États-Unis et devient la Louisiane[7],[8].

## Naissances
- 3 avril : Louise d'Orléans, première reine des Belges.
- 15 avril : Théodore Rousseau, peintre français († 22 décembre 1867).
- 24 avril : 
  - Walthère Frère-Orban, homme politique belge († 2 janvier 1896).
  - Édouard Le Héricher (mort en 1890), archéologue et philologue français.

## Décès
- 25 avril : Edmond Malone, érudit shakespearien irlandais (° 4 octobre 1741).